# Castillo de Rönneholm
El Castillo de Rönneholm (en sueco: Rönneholms slott) se localiza en el municipio de Eslöv, Escania, Suecia.
La historia de la propiedad se remonta a principios de la Edad Media. El periodo de construcción original es desconocido. Fue reconstruido en 1811 en estilo Renacentista francés y fue remodelado en 1882 con la adición de un tercer piso. En 1941 el edificio fue devastado por un incendio pero fue restaurado. Durante gran parte del siglo XX, el castillo sirvió de sanatorio.